# Верхній Саянтуй
Верхній Саянтуй (рос. Верхний Саянтуй) — село Тарбагатайського району, Бурятії Росії. Входить до складу Сільського поселення Саянтуйське.
Населення — 308 осіб (2015 рік).